# Organizační řád
Organizační řád je interní dokument firmy, spolku, nebo jiného společenství lidí, který stanoví
- základní koncepty vnitřní organizace a řízení
- organizační strukturu
- úkoly, činnost a působnost jednotlivých útvarů a vztahy mezi nimi
- pravomoci a odpovědnosti osob